# Eurabië

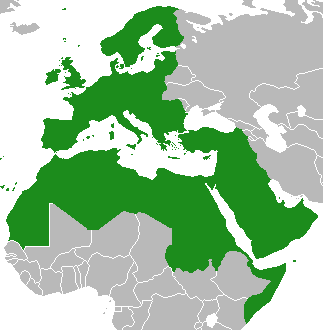
Het hypothetische aaneengesloten Eurabië, samengesteld uit Europese en Arabische landen

Eurabië (in het Engels Eurabia) is een extreemrechtse, anti-islamitische complottheorie die stelt dat globalistische entiteiten, geleid door Franse en Arabische machten, van plan zijn Europa te islamiseren en te arabiseren. Daarmee zouden ze de bestaande cultuur van Europa verzwakken en de eerdere allianties met de Verenigde Staten en Israël ondermijnen.
De theorie werd in 2005 door schrijfster Bat Ye'or (pseudoniem van de journalist Gisèle  Littman) geïntroduceerd. Deze islamisering zou volgens Bat Ye'or en haar geestverwanten plaatsvinden doordat Europa politiek en cultureel steeds meer onder invloed van de islam zou komen te staan door een toenemend percentage moslims en een toenemende invloed van het islamitische gedachtegoed onder politieke druk van de Arabische wereld. Een grote rol hierbij speelt volgens de schrijfster de 'dhimmitude', de geesteshouding van niet-islamitische minderheden onder islamitisch gezag, waarvan zij meent dat deze overheerst onder Europese geestelijke en politieke leiders. Deze zouden de islamisering soms zelfs bewust nastreven, of uit haat tegen de eigen cultuur, of om de olievoorziening veilig te stellen.
De complottheorie wordt beschreven als een samenzwering die gelijkenis vertoont met de antisemitische Protocollen van de Wijzen van Zion.

## Narratieven van de Eurabia-hypothese
De drijvende kracht achter Eurabië is volgens Bat Ye'or een aantal overeenkomsten tussen de toenmalige Europese Gemeenschap, de voorloper van de Europese Unie, en vertegenwoordigers van de Arabische Liga, waarin zou zijn afgesproken dat in ruil voor een gegarandeerde aanvoer van Arabische olie naar de lidstaten van de Europese Gemeenschap, immigranten uit de Arabische wereld zouden worden gestimuleerd hun eigen taal en cultuur te behouden. Bat Ye'or baseert zich voor haar stelling onder meer op de zogenaamde 'Resolutie van Straatsburg' die op 7 en 8 juni 1975 door de Parliamentary Association for Euro-Arab Cooperation werd aangenomen. De promotor van die tekst is volgens haar Tijl Declercq, wat ook door Jean-Marie De Decker geponeerd wordt. Een overeenkomende resolutie van het Europees Parlement werd gesuggereerd maar die bestaat in feite niet. In Nederland vertaalde deze vermeende Europese beleidslijn, door islamcritici zoals de journaliste Pamela Hemelrijk ook wel 'Oil for immigration' genoemd, zich volgens Bat Ye'or in het 'Onderwijs in Eigen Taal en Cultuur'. In feite namen de Europese staten midden jaren zeventig stringente maatregelen om de arbeidsmigratie uit moslimlanden te beëindigen. Het OETC was bedoeld om remigratie te bevorderen. 
In haar voorwoord bij de Nederlandse uitgave Eurabië : de geheime band tussen Europa en de Arabische wereld geeft de schrijfster aan dat Eurabië: "Niet het resultaat (is) van toeval, maar van een koelbloedig geplande ideologie, die politieke, strategische en culturele middelen gebruikte om die doelstellingen te bereiken." Iedere institutionele samenwerking tussen Europa en Arabische landen, zoals de Unie voor het Middellandse Zeegebied, ziet ze als een bevestiging van haar stelling. Volgens Bat Ye'or noemen de bedenkers hun strategie de "mediterrane samenleving", zijzelf noemt het Eurabië.
Andere narratieven zijn:
- De islam is niet verenigbaar met Europese (westerse) waarden en staat vijandig jegens de westerse wereld. Het westen is betrokken geraakt in een vorm van een 'oorlog der beschavingen' of civilisationeel conflict met de islam.
- De islam probeert de Europese beschaving en culturele waarden te vervangen met haar eigen ethiek. De islam streeft naar een Europa waarin de islam de heersende religie is en de sharia de Europese wetten vervangt.
- De Westerse beschaving is expliciet joods-christelijk en de veronderstelde islamitische vijandigheid zou gedeeltelijk religieus gemotiveerd zijn.
- Moslims stellen volgens de hypothese voortdurend eisen, met een beroep op de vrijheid van godsdienst, om zo hun eigen waarden op te leggen en het doen van concessies aan moslims leidt tot nieuwe eisen. De meeste, zo niet alle moslims kennen volgens de Eurabië-hypothese deze eisende houding omdat dergelijke eisen deel uitmaken van hun godsdienst.
- Deze eisen zouden eveneens tot doel hebben om niet-moslims (voornamelijk joden en christenen) tot de status van dhimmi te reduceren, wat volgens de hypothese de meeste moslims de juiste status voor niet-moslims vinden.
- Men moet zich volgens de hypothese verzetten tegen deze eisen, maar Europese regeringen, media en elite weigeren volgens de aanhangers van het Eurabië-concept consistent dit te doen. Regeringen doen volgens de hypothese zelfs al bij voorbaat concessies aan moslims, inclusief zelfcensuur. Hun houding is er volgens de hypothese een van "dhimmitude" - de serviele houding van de zwakke dhimmi in een moslim-gedomineerde maatschappij. Bat Ye'or beschouwt deze dhimmitude als een daad van verraad tegen de westerse beschaving.
- Het doel van de moslimimmigratie naar Europa, die voornamelijk het gevolg was van de werving van arbeidskrachten door de Europese staten, zou volgens de hypothese niet primair economisch van aard zijn geweest. Het zou een complot geweest zijn om de islam de controle over Europa te geven door de niet-moslim bevolking door moslims te vervangen.
- Het hoofdcomplot deed zich in de jaren zeventig voor toen het gastarbeiders toegestaan werd zich blijvend te vestigen en de eigen cultuur te behouden in plaats van ze uit te zetten of met dwang te assimileren.
- De groei van de moslimbevolking in Europa door natuurlijke aanwas (hoge geboortecijfers) wordt ook gezien als een onderdeel van deze strategie: "outbreeding the enemy". Volgens aanhangers van de hypothese zijn er veel meer moslims in Europa dan de officiële statistieken aangeven omdat er een complot is de waarheid voor de bevolking te verbergen — sommige landen zoals België en Frankrijk zouden zelfs weigeren het aantal leden van minderheden te tellen — en binnen enige generaties (voor 2100) zouden ze een meerderheid vormen. Europese regeringen hebben volgens aanhangers van de hypothese deze strategie actief gefaciliteerd door voortdurende immigratie uit moslimlanden toe te laten, wat zij zien als verraad.
- Zelfs voordat ze een meerderheid zouden vormen, zouden volgens de hypothese moslims de Europese politiek domineren vanwege hun aantallen en de toegeeflijke dhimmitude van politici en elites, die weigeren weerstand aan ze te bieden.
- Het Eurabiëproject zou speciaal gericht zijn op de vernietiging van de Israëlische staat. De fysieke invasie van moslims zou vooraf worden gegaan door een ideologische invasie van vijandschap ten opzichte van het zionisme en het morele leiderschap van de Verenigde Staten van Amerika zoals belichaamd in het neoconservatisme. Kritiek op Israël en een pro-Palestijnse opvatting, "Palestinianisme", zou een gevolg zijn van antisemitisme en "judeofobie". Kritiek op de Amerikaanse invasie van Irak zou een uiting zijn van antiamerikanisme.
- Dat er in de officiële bronnen weinig bewijs te vinden valt voor de complotten zou juist bewijzen dat er een complot is waarin dergelijke sporen werden uitgewist.

## Aanhangers
De hypothese is populair onder een aantal mensen met een kritische kijk op de islam, zoals de schrijver Robert Spencer, de ex-politica Ayaan Hirsi Ali, PVV-leider Geert Wilders, de in 2006 overleden Italiaanse journaliste Oriana Fallaci en de schrijver Leon de Winter. Zij was een inspiratie voor Anders Behring Breivik. Volgens professor Hans Jansen was 'het hele verhaal van Bat Ye'or van A tot Z gedocumenteerd' (KN van 27 mei 2005). Voornoemde opiniemakers zijn van mening dat de geestelijk leiders van de Europese moslims een verborgen agenda hanteren en het doel nastreven om het Europese continent onder islamitische heerschappij te brengen. In een geruchtmakende lezing stelde de historicus Bernard Lewis dat door demografische ontwikkelingen de bevolking van Europa voor het jaar 2100 in meerderheid islamitisch zou zijn.

## Weerleggingen en kritiek

Islam in Europa
<1% (Armenië, Polen, Tsjechië)
1%-3% (Italië, Slovenië)
3%-4% (Griekenland, Noorwegen, Servië, Spanje)
4%-5% (Oostenrijk, Verenigd Koninkrijk)
5%-10% (België, Denemarken, Frankrijk, Duitsland, Nederland, Zweden, Zwitserland)
10%-20% (Bulgarije, Cyprus, Georgië, Montenegro, Rusland)
20%-40% (Noord-Macedonië)
40%-60% (Bosnië en Herzegovina, Kazachstan)
60%-80% (Albanië)
80%-95% (Azerbeidzjan, Kosovo)
>95% (Turkije)

De Franse journalist Justin Vaisse heeft kritiek geleverd op de hypothese van de aanstaande islamisering van Europa. Hij heeft onderzoek gedaan naar o.a. de moslims in Frankrijk en Zweden en kwam tot andere bevindingen:
- De moslimgemeenschap groeit lang niet zo hard als wordt gesuggereerd, voornamelijk door de dalende geboortecijfers.[13]
- Moslims vormen geen monolithisch blok dat een zogenaamd eensgezind doel nastreeft, maar bestaan uit onderling vaak zeer uiteenlopende richtingen met elk eigen denkwijzen en opvattingen.[14]
- De meeste moslims willen politiek en sociaal integreren in hun westerse omgeving.
- Ondanks hun relatief grote aantal hebben ze bijna geen invloed op de politieke besluitvorming betreffende buitenlandse politiek, bijvoorbeeld aangaande Israël.[15]

Volgens de Britse journalist Johann Hari heeft de Eurabia-hypothese een sinistere overeenkomst met de Protocollen van de wijzen van Sion, een notoire vervalste tekst over een complot van de joden om de wereld te overheersen: "there are intellectuals on the British right who are propagating a conspiracy theory about Muslims that teeters very close to being a 21st century Protocols of the Elders of Zion."
De Nederlandse demograaf Joop de Beer, van het Nederlands Interdisciplinair Demografisch Instituut (NIDI), becijferde in 2007 dat volgens huidige demografische gegevens het percentage moslims in Nederland rond 9% zou uitkomen in 2050. Zelfs dit cijfer achtte hij aan de hoge kant vanwege de toen toenemende secularisering die ook onder moslims te zien was. Deze laatste trend werd echter weersproken door een onderzoek van het Sociaal Cultureel Planbureau (SCP) uit 2018, waaruit bleek dat Nederlanders met een Turkse of Marokkaanse achtergrond in tien jaar tijd steeds religieuzer waren geworden. Ze baden meer, gingen vaker naar de moskee en meer vrouwen droegen een hoofddoek.